# Giampiero Boniperti
Giampiero Boniperti (Barengo,  1928. július 4. – Torino, 2021. június 18.) olasz labdarúgócsatár, politikus. Unokája, Filippo is labdarúgó. A FIFA 100 tagja.

## Pályafutása

### Klubcsapatban
1946 és 1961 között 443 alkalommal lépett pályára a Juventus csapatában és 178 gólt szerzett. Ötszörös bajnok és kétszeres kupagyőztes, az 1947–48-as idényben a gólkirályi címet is megszerezte 27 találattal.

### A válogatottban
1947 és 1960 között 38 alkalommal szerepelt az olasz válogatottban és 8 gólt szerzett. Részt vett az 1950-es és az 1954-es világbajnokságon, illetve az 1952. évi nyári olimpiai játékokon.

### Politikusként
1994-től 1999-ig a Forza Italia képviselőjeként az Európai Parlament tagja volt.

## Sikerei, díjai
Juventus
- Olasz bajnok (5): 1949–50, 1951–52, 1957–58, 1959–60, 1960–61
- Olasz kupa (2): 1958–59, 1959–60

Egyéni
- Az olasz bajnokság gólkirálya (1): 1947–48 (27 gól)
- A FIFA 100 tagja (2004)